# Milá sedmi loupežníků
Milá sedmi loupežníků je lyrickoepická poema (balada) Viktora Dyka psaná v letech 1897–1904 a vydaná roku 1906 (nakladatelství Kamilla Neumannová). Je tvořena převážně dialogy, respektive monology. Oslavuje kult síly a vášně. Je v ní patrný vliv romantismu a anarchismu.
Hudební skladatel Miloš Vacek v roce 1966 podle Milé sedmi loupežníků napsal dramatickou baletní fresku na libreto Vladimíra Vašuta a roku 1973 suitu z baletu pro symfonický orchestr a sólový alt.
Z mnoha dalších vydání lze uvést např. bibliofilská vydání z roku 1927 (nakladatelství František Topič, tři lepty a grafická úprava Cyrila Boudy)  nebo z roku 1946 (nakladatel Jaroslav Picka, ilustrace Ludmila Jiřincová).

## Příběh
Hlavní hrdinkou je odvážná dívka, která touží být volná, nechce se vázat a tak se přidá ke skupině loupežníků. Zaváže se, že bude každého z nich milovat stejně. Přirovnává se ke květu – nechce být „utrhnuta“ (metafora). Pro loupežníky je nadějí, je pro ně důležitá. Když ale zabijí člověka, jejich vztah se začíná měnit. Milá prosí Boha o pomoc (bojí se o loupežníky), ale žije se zločinci (paradox). Zlý farář, který měl pomáhat chudým, nechává loupežníky zabíjet a proto zabijí i jeho. Poutník, který se zatoulá v lese a zamiluje se do milé, je také zabit a milá má výčitky, protože nezabránila vraždě bezbranného člověka. Sblíží se s jedním z loupežníků (snaží se zastavit zabíjení, ale tím porušila přísahu, i když je chtěla změnit). Ostatní ho zabijí. Vlivem toho, že se jí to nepodařilo, milá se cítí vinná a zjišťuje svoji bezmocnost (směje se vlastní naivitě). Zastaví zabíjení tím, že loupežníky udá. Ti jsou odsouzeni k smrti provazem a ona se opět cítí vinná. Příběh končí tím, že se za loupežníky modlí a chodí na jejich hroby.